# Tebaldo di Navarra
Tebaldo di Navarra Thibaut, in francese, Teobaldo in spagnolo, in asturiano, in portoghese e in galiziano, Teobald, in catalano, Tibalt in basco e in aragonese e Theobald, in inglese, in tedesco e in fiammingo (1270 circa – Estella, 1273) fu un principe della Casa di Champagne ed erede al trono di Navarra e delle contee di Champagne e Brie.

## Origine[1][2][3]
Era il figlio primogenito di Enrico di Navarra, re di Navarra col nome di Enrico I e conte di Champagne e Brie col nome di Enrico III (figlio maschio ultimogenito di Tebaldo il Saggio, re di Navarra (Tebaldo I) e conte di Champagne (Tebaldo IV), e della sua terza moglie Margherita di Borbone-Dampierre (†1256), figlia secondogenita del signore di Borbone, Arcimbaldo VIII e di Guigone de Forez) e di Bianca d'Artois, figlia del conte di Artois, Roberto I (figlio del re di Francia Luigi VIII e di Bianca di Castiglia) e Matilde del Brabante (1248-1302), figlia del conte del Brabante, Enrico II e di Maria di Svevia.

## Biografia
Fu l'unico figlio maschio del re e quindi suo erede per la successore. Morì invece giovanissimo nel 1273 cadendo dai bastioni del castello di Estella. Bianca non riuscì a dare al marito altro figlio maschio. Il 14 gennaio 1273 era nata una bambina, Giovanna, futura regina di Francia, che divenne l'erede del regno di Navarra e delle contee di Champagne e Brie.
L'anno dopo, suo padre, Enrico I il Grasso morì, decretando la fine alla dinastia reale di Champagne sul trono di Navarra, lasciando come unica erede Giovanna, fidanzata con Enrico di Windsor (1267-1274) uno dei figli del re d'Inghilterra Edoardo I, che dopo la morte del fidanzato stipulò un nuovo contratto di nozze con Filippo il Bello, futuro re di Francia.
Alla dinastia Champagne subentrò così sul trono di Navarra quella dei Capetingi. Il potere dei re di Francia sulla Navarra, che governarono unitamente al regno di Francia, sarebbe cessato nel 1328, quando salì al trono l'ultimo sovrano Capentigio, ossia un'altra Giovanna, Giovanna II di Navarra, figlia di Luigi X di Francia e moglie di Filippo III di Navarra appartenente alla dinastia dei conti d'Évreux; mentre le contee di Champagne e Brie, dopo la morte di Giovanna vennero inglobate nel regno di Francia.

## Discendenza
Tebaldo non ebbe alcuna discendenza.

## Ascendenza
|                                 |                       |                            | Genitori                   |  |  | Nonni |  |  | Bisnonni                 |  |  | Trisnonni             |  |
|                                 |                       |                            |                            |  |  |       |  |  | Tebaldo III di Champagne |  |  | Enrico I di Champagne |  |
|                                 |                       |                            |                            |  |  |       |  |  | Tebaldo III di Champagne |  |  | Enrico I di Champagne |  |
|                                 |                       | Marie di Francia           |                            |  |  |       |  |  | Tebaldo III di Champagne |  |  |                       |  |
| Tebaldo I di Navarra            |                       |                            |                            |  |  |       |  |  | Tebaldo III di Champagne |  |  |                       |  |
|                                 |                       | Blanca di Navarra          | Sancho VI di Navarra       |  |  |       |  |  |                          |  |  |                       |  |
|                                 |                       | Blanca di Navarra          | Sancho VI di Navarra       |  |  |       |  |  |                          |  |  |                       |  |
|                                 |                       | Blanca di Navarra          | Sancha di León e Castiglia |  |  |       |  |  |                          |  |  |                       |  |
| Enrico I di Navarra             |                       | Blanca di Navarra          |                            |  |  |       |  |  |                          |  |  |                       |  |
|                                 |                       | Arcimbaldo VIII di Borbone | Guy II di Dampierre        |  |  |       |  |  |                          |  |  |                       |  |
|                                 |                       | Arcimbaldo VIII di Borbone | Guy II di Dampierre        |  |  |       |  |  |                          |  |  |                       |  |
|                                 |                       | Arcimbaldo VIII di Borbone | Matilde I di Borbone       |  |  |       |  |  |                          |  |  |                       |  |
| Margherita di Borbone-Dampierre |                       | Arcimbaldo VIII di Borbone |                            |  |  |       |  |  |                          |  |  |                       |  |
|                                 |                       | Beatrice di Montluçon      | Arcimbaldo di Montluçon    |  |  |       |  |  |                          |  |  |                       |  |
|                                 |                       | Beatrice di Montluçon      | Arcimbaldo di Montluçon    |  |  |       |  |  |                          |  |  |                       |  |
|                                 |                       | Beatrice di Montluçon      | Adelasia                   |  |  |       |  |  |                          |  |  |                       |  |
| Tebaldo di Navarra              |                       | Beatrice di Montluçon      |                            |  |  |       |  |  |                          |  |  |                       |  |
|                                 | Luigi VIII di Francia | Filippo II di Francia      |                            |  |  |       |  |  |                          |  |  |                       |  |
|                                 | Luigi VIII di Francia | Filippo II di Francia      |                            |  |  |       |  |  |                          |  |  |                       |  |
|                                 | Luigi VIII di Francia | Isabella di Hainaut        |                            |  |  |       |  |  |                          |  |  |                       |  |
| Roberto I d'Artois              | Luigi VIII di Francia |                            |                            |  |  |       |  |  |                          |  |  |                       |  |
|                                 |                       | Bianca di Castiglia        | Alfonso VIII di Castiglia  |  |  |       |  |  |                          |  |  |                       |  |
|                                 |                       | Bianca di Castiglia        | Alfonso VIII di Castiglia  |  |  |       |  |  |                          |  |  |                       |  |
|                                 |                       | Bianca di Castiglia        | Eleonora d'Inghilterra     |  |  |       |  |  |                          |  |  |                       |  |
| Bianca d'Artois                 |                       | Bianca di Castiglia        |                            |  |  |       |  |  |                          |  |  |                       |  |
|                                 |                       | Enrico II di Brabante      | Enrico I di Brabante       |  |  |       |  |  |                          |  |  |                       |  |
|                                 |                       | Enrico II di Brabante      | Enrico I di Brabante       |  |  |       |  |  |                          |  |  |                       |  |
|                                 |                       | Enrico II di Brabante      | Matilde delle Fiandre      |  |  |       |  |  |                          |  |  |                       |  |
| Matilde del Brabante            |                       | Enrico II di Brabante      |                            |  |  |       |  |  |                          |  |  |                       |  |
|                                 |                       | Maria di Svevia            | Filippo di Svevia          |  |  |       |  |  |                          |  |  |                       |  |
|                                 |                       | Maria di Svevia            | Filippo di Svevia          |  |  |       |  |  |                          |  |  |                       |  |
|                                 |                       | Maria di Svevia            | Irene Angela               |  |  |       |  |  |                          |  |  |                       |  |
|                                 |                       | Maria di Svevia            |                            |  |  |       |  |  |                          |  |  |                       |  |